# مالك الديلمي
مولانا مالك ديلمي (1518 – 1562) كان كاتبًا وخطاطًا فارسيًا في القرن السادس عشر. وُلد وتوفي في قزوين. كان خطاطًا ماهرًا في خط النستعليق، يكتب بخط واضح وجميل بمهارة.

## السيرة
كان أول معلم للديلمي هو والده، شهره أمير، الذي علمه الثلث والنسخ. وبعد ذلك، عندما ذهب رستم علي الخراساني وحافظ بابا جان إلى قزوين، تعلم منهما خط النستعليق. كان مولانا مالك معلم الأمير الصفوي، أبو الفضل سلطان إبراهيم ميرزا، الذي كان محبًا للفن من البيت الصفوي. لم يكن الديلمي رجلًا طموحًا، ولهذا السبب كان من المفضلين لدى طهماسب الأول.
تزوج ميرزا من ابنة الشاه، جوهر سلطان، في عام 1556. وعُين حاكمًا على مشهد، حيث كان مكان إقامة ودفن والده. أخذ ميرزا مولانا مالك كمدرس للرسم وأمين لمكتبته في مشهد، ولكن بعد 3 أو 4 سنوات استدعاه طهماسب الأول إلى قزوين للكتابة والنقش على المبنى الملكي الجديد؛ وكان هذا في موعد لا يتجاوز عام 1561. وفي هذه الأثناء كتب مخطوطة للجامي هفت أورانج، التي أصبحت واحدة من أشهر المخطوطات. حُفظضت هذه المخطوطة في معرض فرير للفنون في واشنطن العاصمة, استغرق كتابة هذا الكتاب بمنمنماته الـ 28 تسع سنوات، وأكمل خلفاء الديلمي خط الكتاب.

## الطلاب
- مير عماد الحسيني ، خطاط النستعليق
- محمد حسين التبريزي [الإنجليزية]
- سلطان إبراهيم ميرزا [6]